# William Buckingham Curtis

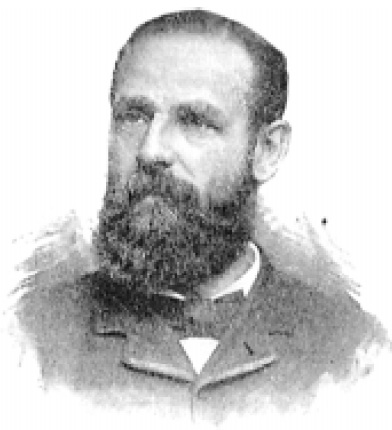
Bill Curtis (circa 1870)

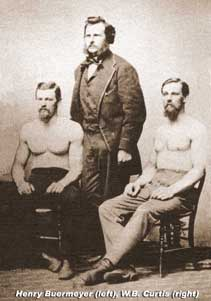
Harry Buermeyer (links) und Bill Curtis (rechts), c. 1870

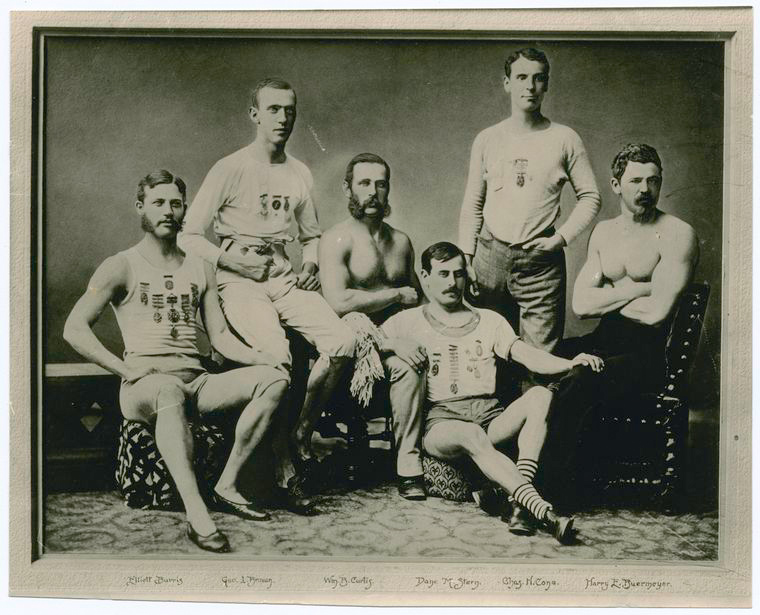
N.Y.A.C. Track Team, Bill Curtis (Mitte)

William Buckingham „Father Bill“ Curtis (* 17. Januar 1837 in Salisbury, Vermont; † 30. Juni 1900 am Mount Washington) war einer der wichtigsten Vertreter des amerikanischen Sports am Ende des 19. Jahrhunderts. Sein Tod mit 63 Jahren während der winterlichen Besteigung des Mount Washington brachte viel Zustimmung zum Lebenswerk des „father of American amateur athletics“ (Vater des amerikanischen Amateursports).

## Leben
Curtis erkrankte im Alter von 10 Jahren an Tuberkulose und wurde von seinem Vater in die Berge Vermonts geschickt, um diese in der trockenen Bergluft auszukurieren. Durch diese Sport- und Fitnesserfahrung wurde er für sein Leben beeinflusst. Mit 15 Jahren, nun bei seinen Eltern in Illinois, begann er eine Karriere als Sprinter, in der er 20 Jahre lang ungeschlagen blieb. Er immatrikulierte sich im Wabash College und brillierte in verschiedenen Sportarten, dann wechselte er nach einem Streit mit einem Professor an das Bell's Commercial College, war aber weiter im Wettkampfsport aktiv. Er studierte nun Wirtschaftswissenschaften und arbeitete zusätzlich als Buchhalter für einen Onkel. Er wurde zu Beginn des Bürgerkrieges Mitglied der Illinois Volunteers und blieb aktiv bis Kriegsende. Er gehörte dem Generalstab von John T. Wilder an und wurde hoch dekoriert.
Curtis startete zu Wettkämpfen von seinem 17. bis zum 43. Lebensjahr. 1853, bei seinem ersten Wettkampf im Alter von 17 Jahren, startete er in 9 Disziplinen im Turnen, Rudern, Gewichtheben und im Sprint und gewann sie alle für den Chicago Caledonian Club. 1860 begann Curtis mit seinem Freund John C. Babcock die Hubert Ottignon’s Metropolitan Gymnasium in Chicago zu managen. Mit einem Joch auf den Schultern hob er 3229 engl. Pfund (=1462 kg), was damals Weltrekord war. Selbst mit 40 lief er die 100 yds in 10,8 s (=ca. 11,8 s über 100 m). Von 1853 bis 1872 verlor Curtis kein Sprintrennen, ehe er schließlich gegen Harry Buermeyer verlor. Curtis war auch dreimal amerikanischer Meister im Hammerwurf.
Curtis half viele der ersten bedeutenden Sportclubs in den USA mitzugründen, so den New York Athletic Club (N.Y.A.C.) mit Buermeyer und Babcock 1868. Curtis wurde Gründungspräsident. 1872 eröffnete er den Chicago Athletic Club, ca. 1880 den Fresh Air Club, um Mitglieder in New York City in frischer Luft trainieren zu lassen. 1888 war er der Gründungspräsident der Amateur Athletic Union und schließlich des Olympischen Komitees. Nach seiner Karriere als aktiver Sportler wurde er der Chefredakteur der New Yorker Sportzeitung The Spirit of the Times. Auch später startete er noch im Eisschnelllauf, berichtete über diese Sportart in der Zeitung und stellte weitere amerikanische Rekorde auf. 1884 wurde er der Gründungspräsident der National Amateur Skating Association.
Während seines ganzen Lebens arbeitete er auch als Kampfrichter in der Intercollegiate Athletic Association. Er bemühte sich, den Sport frei von Wettbetrug und Korruption zu halten. Mit Curtis begann der Sonderweg des amerikanischen Sports, der den Hochschulsport als eigenständiges Element neben dem Vereinssport aufweist.
1979 wurde er in die USA Track & Field Hall of Fame aufgenommen.